# Ch'oe U
 (signalé en juillet 2025).
Si vous disposez d'ouvrages ou d'articles de référence ou si vous connaissez des sites web de qualité traitant du thème abordé ici, merci de compléter l'article en donnant les références utiles à sa vérifiabilité et en les liant à la section « Notes et références ».
- Archive Wikiwix
- Bing
- Cairn
- DuckDuckGo
- E. Universalis
- Gallica
- Google
- G. Books
- G. News
- G. Scholar
- Persée
- Qwant
- (zh) Baidu
- (ru) Yandex
- (wd) trouver des œuvres sur Wikidata

Ch'oe U (hangeul : 최우 ; hanja : 崔瑀 ; RR : Choe U), est un chef militaire coréen né en 1166 et mort en 1249. C'est l'un des chefs du Régime militaire du Koryŏ.
Lors d'une invasion mongole de la Corée, il fait déplacer la capitale coréenne de Kaesŏng vers l'ile de Kanghwa, ce qui permet d'éviter que la cour ne tombe sous la coupe de l'envahisseur.